# Alpha Scuti
Alpha Scuti (14 Scuti) é uma estrela na direção da Scutum. Possui uma ascensão reta de 18h 35m 12.44s e uma declinação de −08° 14′ 35.9″. Sua magnitude aparente é igual a 3.85. Considerando sua distância de 174 anos-luz em relação à Terra, sua magnitude absoluta é igual a 0.21. Pertence à classe espectral K2III.